# 广渠门桥
39°53′32″N 116°26′16″E / 39.892231°N 116.437704°E

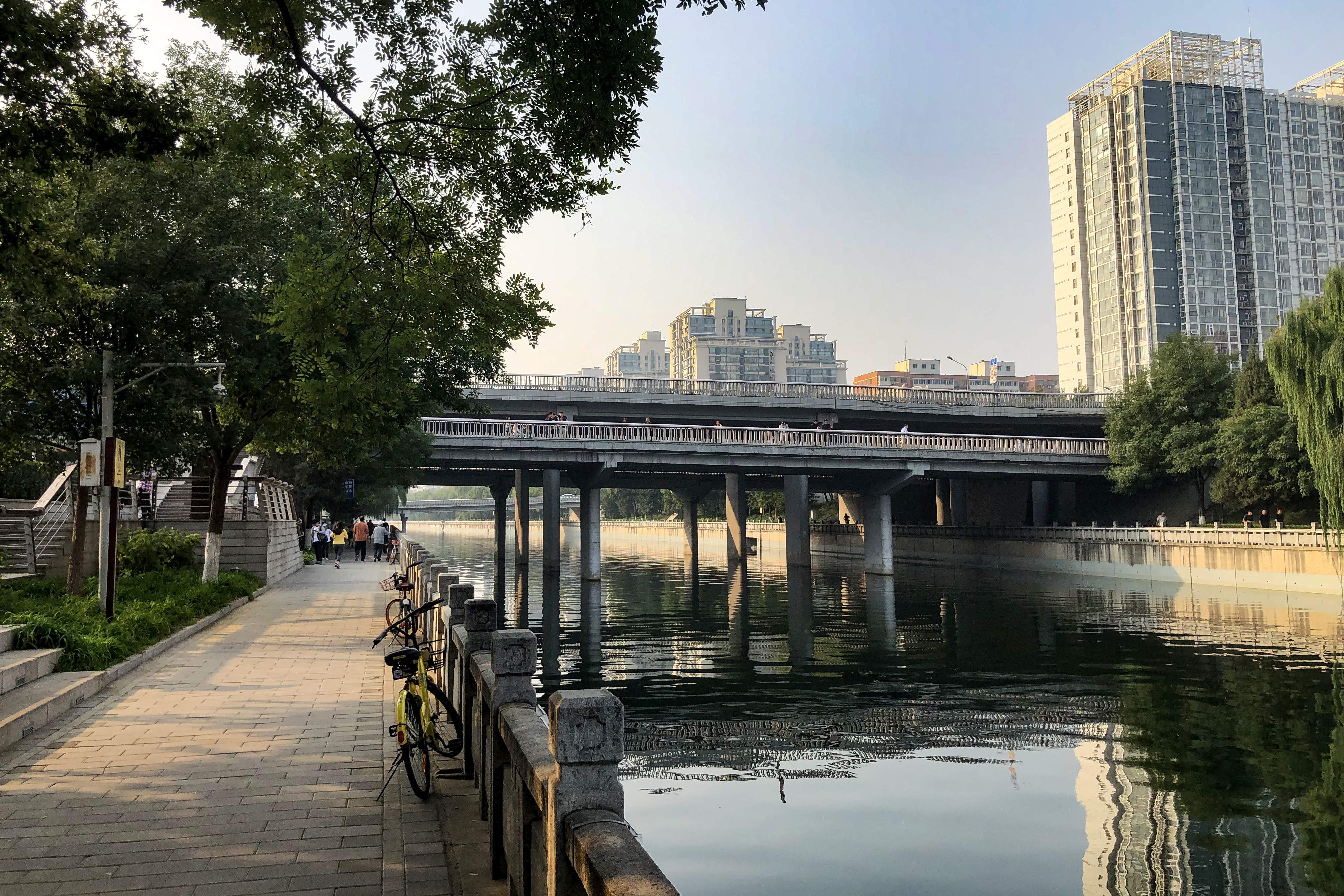
广渠门桥（跨护城河）

广渠门桥位于北京市东城区，是北京二环路和两广路相交的一座立交桥。位于广渠门原址城外一侧。桥梁总面积11826平方米。
广渠门桥由北京市市政设计研究院设计，北京市第四市政工程公司施工，1988年4月开工，同年12月竣工。
具体相交道路为：广渠门内大街－广渠门外大街（两广路，东西向）和广渠门北滨河路－广渠门南滨河路（二环，南北向，位于护城河东侧）、广渠门北街－广渠门南街（二环西侧辅路，位于护城河西侧）。
桥北另有联络线连接通惠河北路。